# Дик, Леонард
Леонард Дик (англ. Leonard Dick) — сценарист и продюсер телевидения, наиболее известен своей работой в сериале «Хорошая жена».
Леонард родился в Торонто, Онтарио, у учился в средней школе при Колледже Верхней Канады, где он был избран главой Дома Говарда и, следовательно, входил в состав Совета Стюардов. Он также учился в Гарвардском университете.
Он работал над первыми двумя сезонами телесериала ABC «Остаться в живых», что принесло ему премию Гильдии сценаристов США (WGA), а также премию «Эмми» за лучший драматический сериал. Дик и состав сценаристов выиграли премию WGA за лучший драматический сериал на церемонии в феврале 2006 года за их работу над первым и вторым сезонами «Остаться в живых». Они также были номинированы на эту же премию в той же категории на церемонии 2007 года за их работу над вторым и третьим сезонами.
Его другие работы включают сериалы «Доктор Хаус», «Менталист», «Криминальные гонки», «Таксист», «Семейный закон» и комедийное скетч-шоу «Безумное телевидение».

## Фильмография
- Остаться в живых (2004) телесериал
  - 1x17: «В переводе»
  - 1x21: «Лучшая участь»
  - 2x02: «По течению»
  - 2x08: «Столкновение»
  - 2x13: «Долгая афера»
  - 2x19: «S.O.S.»
- Доктор Хаус (2004) телесериал
  - 3x11: «Words and Deeds»
  - 3x23: «The Jerk»
  - 4x02: «The Right Stuff»
  - 4x12: «Don't Ever Change»
  - 5x20: «Simple Explanation»